# Herbert Fischer (Politiker)

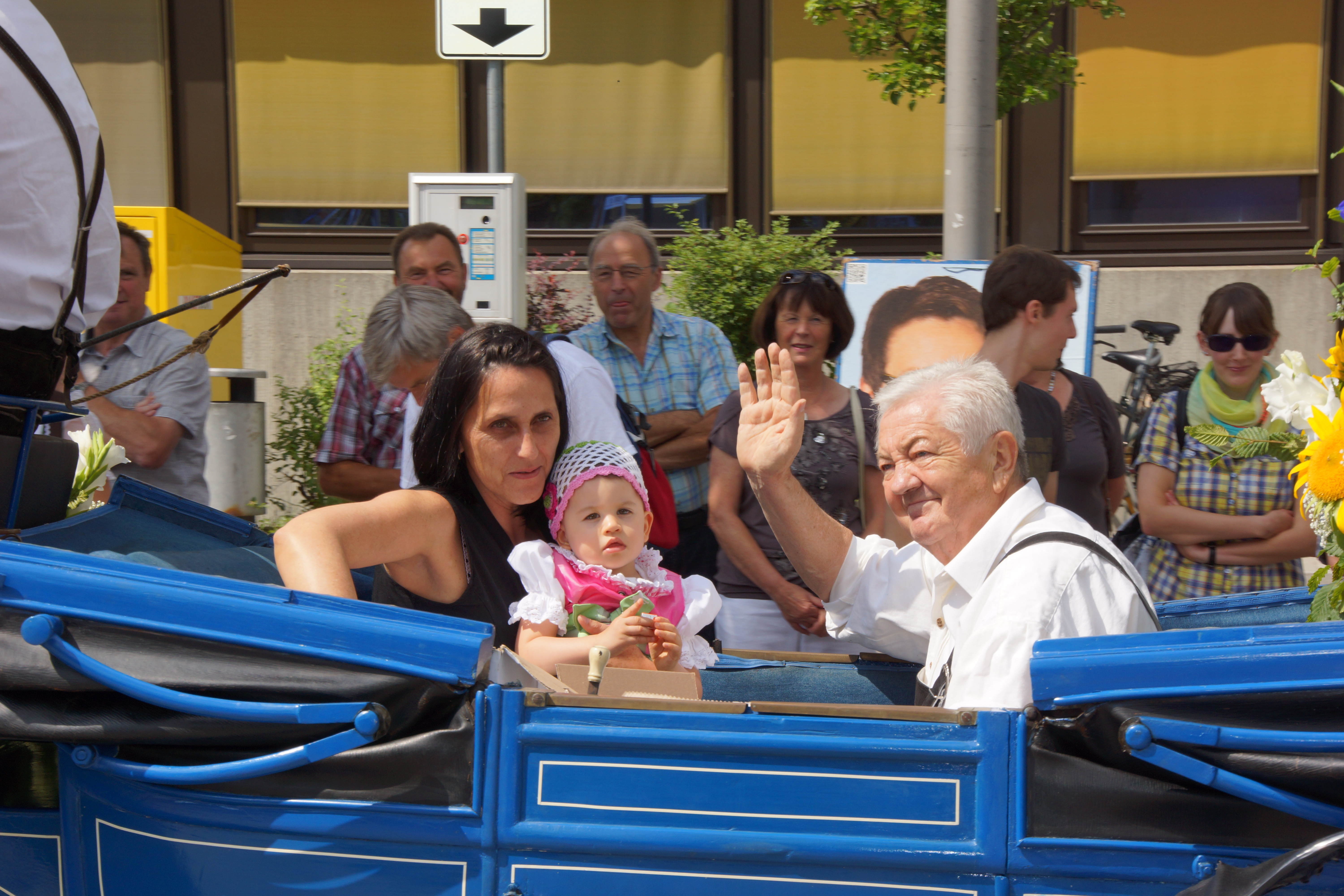
Herbert Fischer beim Neumarkter Volksfestzug 2013

Herbert Fischer (* 6. Juni 1940 in Neumarkt in der Oberpfalz; † 29. Mai 2019 ebenda) war ein deutscher Politiker (CSU).

## Ausbildung und Beruf
Herbert Fischer studierte in München Rechtswissenschaften und arbeitete zeitweise in der CSU-Bundeswahlkreisgeschäftsstelle in Nürnberg. Von 1970 bis 1990 war er als Jurist bei einer Versicherung in Nürnberg beschäftigt.
Er war Mitglied der katholischen Studentenverbindung KDStV Tuiskonia München im CV.

## Partei
Herbert Fischer war seit 1960 CSU-Mitglied. Von 1968 bis 1972 war er Kreisvorsitzender der Jungen Union Neumarkt, von 1981 bis 1998 Vorsitzender des CSU Stadtverbandes, ab 1981 war er stellvertretender CSU-Kreisvorsitzender.

## Abgeordneter
Fischer war von 1990 bis 2008 Abgeordneter der CSU im Bayerischen Landtag. Von 2003 bis 2008 gehörte er dem Landtagsausschuss für Staatshaushalt und Finanzfragen an. Zur Landtagswahl in Bayern 2008 stand er nicht mehr zur Wahl.

## Öffentliche Ämter
Von 1972 bis 2014 war er Stadtrat in Neumarkt, von 1978 bis 1990 Fraktionsvorsitzender der CSU-Fraktion und von 1972 bis 1978 Referent für die Städtepartnerschaft mit Issoire. Von 1984 bis 2014 war er als Festreferent für das Frühlingsfest und das Jura-Volksfest zuständig.
Fischer war zudem Stiftungsrat der Bayerischen Landesstiftung, Sprecher der Oberpfälzer Abgeordneten, Mitglied im Landesgesundheitsrat Bayern sowie Gefängnisbeirat der JVA Regensburg.

## Auszeichnungen und Ehrungen
- Bayerischer Verdienstorden
- Verfassungsmedaille in Silber
- 2014: Ehrenbürgerschaft der Stadt Neumarkt in der Oberpfalz[2]